# Jonas Eliæ Salin
Jonas Eliæ Salin, född i Nordingrå församling, död våren 1714 i Hammerdals församling, var en svensk präst.

## Biografi
Jonas Salin föddes på Salsåker i Nordingrå församling. Han var son till länsmannen Elias Salin. Salin blev 20 december 1671 student och prästvigdes 1676 till adjunkt i Säbrå församling. Han utnämndes 1684 till kyrkoherde i Hammerdals församling. Salin avled våren 1714 i Hammerdals församling.

### Familj
Salin gifte sig första gången med Christina Wattrangia (död 1693). Hon var dotter till kyrkoherden Erik Wattrangius i Torsåkers församling. Christina Wattrangia var änka efter kyrkoherden Israel Laur. Noraeus i Hammerdals församling. Salin och Wattrangia fick tillsammans barnen Elias Salin (1686–1687) och studenten Israel Salin (1688–1707) i Uppsala.
Salin gifte sig andra gången 22 juli 1694 med Christina Noraea (död 1762). Hon var dotter till kyrkoherden Olof Noraei i Sollefteå församling. De fick tillsammans barnen studenten Olaus Salin (född 1697), Brita Salin (1698–1699), Margareta (född 1699) som var gift med kyrkoherden Michael Petri Graan i Hammerdals församling, Elias Salin (1703–1707), kyrkoherden Daniel Salin (född 1706) i Ovikens församling, Christina Salin (född 1708) och Catharina Salin (född 1711).